# Edward Theuns

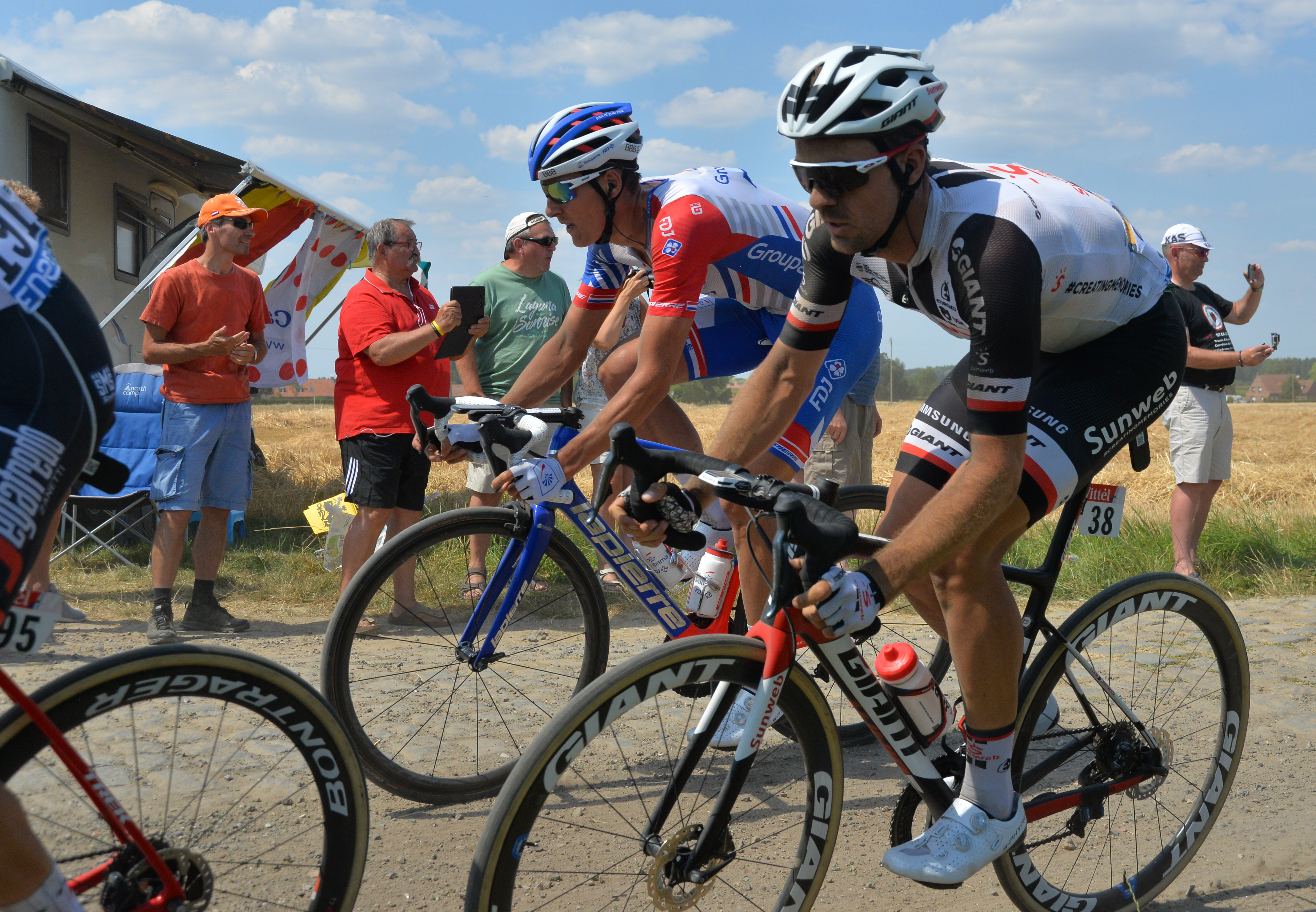
Theuns auf dem Kopfsteinpflaster der 9. Etappe der Tour de France 2018

Edward Theuns (* 30. April 1991 in Gent) ist ein belgischer Radrennfahrer.

## Sportliche Laufbahn
In seinem ersten Jahr bei den Erwachsenen gewann Theuns 2010 einen Abschnitt von Le Triptyque des Monts et Châteaux. Nachdem er 2013 das Einzelzeitfahren dieses Etappenrennens und die Bergwertung des Giro della Regione Friuli Venezia Giulia gewonnen hatte, erhielt er für 2014 und 2015 einen Vertrag beim UCI Professional Continental Team Topsport Vlaanderen-Baloise, für das er 2014 beim Eintagesrennen Grote Prijs Stad Zottegem seinen ersten Sieg erzielte. Seine bis dahin erfolgreichste Saison war 2015, die er auf Platz zwei des Jahresrankings der UCI Europe Tour 2015 beendete: Er gewann die Punktewertung des Étoile de Bessèges, die Ronde van Drenthe und je eine Etappe der Vier Tage von Dünkirchen und der Tour de l’Eurométropole. Zudem wurde er beim Scheldeprijs und Dwars door Vlaanderen jeweils Zweiter.
Im Jahr 2016 wechselte Theuns zum UCI WorldTeam Trek-Segafredo. Beim Scheldeprijs wurde er diesmal Vierter, bei Dwars door Vlaanderen Dritter und gewann eine Etappe bei der Belgien-Rundfahrt. Bei der Tour de France 2016 startete er erstmals bei einer Grand Tour und trug als Führender der Nachwuchswertung nach der ersten Etappe für einen Tag das Weiße Trikot, beim Einzelzeitfahren auf der 13. Etappe stürzte Theuns bei einer Abfahrt allerdings schwer, brach sich einen Wirbel und musste die verbleibende Saison vorzeitig beenden.
2017 gewann er im Massensprint die vierte Etappe der BinckBank Tour und damit sein erstes Rennen der UCI WorldTour. Zum Ende der Saison gewann der Belgier bei der Türkei-Rundfahrt sein letztes Rennen mit seiner Mannschaft, ehe er zum Team Sunweb wechselte. Nach nur einem Jahr kündigte Theuns an, wieder zu Trek-Segafredo zurückzukehren. In den folgenden Jahren erzielte mit dem Gewinn der Primus Classic 2019 und der letzten Etappe der Tour de Hongrie 2021 zwei Siege sowie eine Reihe weiterer Podiumsplatzierungen, unter anderem ein jeweils zweiter Platz 2 bei Paris–Tours 2022 und Danilith Nokere Koerse 2023.

## Erfolge
2010
- eine Etappe Triptyque des Monts et Châteaux

2013
- eine Etappe Triptyque des Monts et Châteaux
- Bergwertung Giro della Regione Friuli Venezia Giulia

2014
- Grote Prijs Stad Zottegem

2015
- Punktewertung Étoile de Bessèges
- Ronde van Drenthe
- eine Etappe Vier Tage von Dünkirchen
- eine Etappe Tour de l’Eurométropole

2016
- eine Etappe Belgien-Rundfahrt

2017
- eine Etappe BinckBank Tour
- eine Etappe und Punktewertung Türkei-Rundfahrt

2019
- Primus Classic

2021
- eine Etappe Ungarn-Rundfahrt

2025
- Bredene Koksijde Classic

## Grand-Tour-Platzierungen
| Grand Tour            | 2016 | 2017 | 2018 | 2019 | 2020 | 2021 | 2022 | 2023 | 2024 | 2025 |
| --------------------- | ---- | ---- | ---- | ---- | ---- | ---- | ---- | ---- | ---- | ---- |
| Giro d’ItaliaGiro     | –    | –    | –    | –    | –    | –    | 131  | –    | 113  | –    |
| Tour de FranceTour    | DNF  | –    | 88   | –    | 119  | 104  | –    | –    | –    | 159  |
| Vuelta a EspañaVuelta | –    | 91   | –    | 133  | –    | –    | –    | 121  | –    |      |